# Telltale Games
Telltale Games (a efectos legales, Telltale Incorporated) fue una empresa estadounidense desarrolladora y distribuidora de videojuegos. Con sede en San Rafael, California, fue fundada en octubre de 2004 por un grupo de exempleados de Lucas Arts y el 14 de noviembre de 2018 cerraron y se declararon en bancarrota. La base de su modelo de negocios giraba en torno al desarrollo de historias con fuerte impacto narrativo y en formato de episodios. 
Entre sus títulos más destacados se encuentran las adaptaciones de Sam & Max; Homestar Runner; Monkey Island; las películas de Back to the Future y Jurassic Park;  los libros de cómics de The Walking Dead y Fables; la serie de televisión Game of Thrones de HBO; y más recientemente Batman: The Telltale Series y Minecraft: Story Mode.
El 21 de septiembre de 2018, Telltale Games anunció a través de su cuenta oficial de Twitter el despido del 90% de sus empleados. Al quedar solo 25 de sus anteriores 250 trabajadores, todos sus futuros proyectos fueron cancelados y se inició el cierre definitivo de la empresa. Los empleados remanentes se dedicarían a producir el título Minecraft: Story Mode para la plataforma de Netflix. Luego de que el 25 de septiembre de 2018 se lanzara el segundo episodio del último juego de la compañía, The Walking Dead: The Final Season, el juego fue retirado de todas las tiendas digitales indefinidamente.
Sin embargo, un nuevo anuncio aparecería en la cuenta oficial de Telltale en Twitter. En él, advertían que si bien muchas compañías estaban interesadas en comprar los derechos para finalizar The Walking Dead, "no podían prometer que se cumpliese". A su vez, los empleados despedidos presentaron una demanda contra Telltale Games por infringir las leyes laborales, ya que su desvinculación de la empresa debería haber sido notificada con al menos 60 días de antelación.
Finalmente, el 4 de octubre del mismo año, la empresa despediría a los empleados restantes. Dos días después, Skybound Games, la empresa dedicada a publicar el videojuego, junto a Robert Kirkman, creador de los cómics de The Walking Dead, anunciaron que Skybound se encargaría de finalizar los dos últimos capítulos contratando a los empleados despedidos semanas atrás.
El cierre temporal de Telltale Games se produjo el 14 de noviembre de 2018 tras declararse en bancarrota. La consultora de negocios Sherwood Partners fue la encargada de liquidar los activos restantes de la compañía, al mismo tiempo que las tiendas de videojuegos comenzaban a retirar los juegos de Telltale de sus mercados.
El 28 de agosto de 2019, se anunció que Telltale Games regresará gracias a LCG Entertainment, confirmaron que seguirán con sus licencias de videojuegos episódicos como Batman: The Telltale Series y The Wolf Among Us. Juegos como The Walking Dead ya no estará en su catálogo, debido a que ya es propiedad de Skybound Games.

## Juegos lanzados
| Título                                                | Fecha de lanzamiento                        | N.º de episodios | Plataforma(s)                                                                 |
| ----------------------------------------------------- | ------------------------------------------- | ---------------- | ----------------------------------------------------------------------------- |
| Telltale Texas Hold'em                                | 11 de febrero de 2005                       | 1                | PC                                                                            |
| Bone: Out From Boneville                              | 15 de septiembre de 2005                    | 1                | PC, OS X                                                                      |
| CSI: 3 Dimensions of Murder                           | 21 de marzo de 2006                         | 5                | PC, PS2                                                                       |
| Bone: The Great Cow Race                              | 12 de abril de 2006                         | 1                | PC                                                                            |
| Sam & Max Save the World                              | 17 de octubre de 2006                       | 6                | PC, Wii, Xbox 360                                                             |
| CSI: Hard Evidence                                    | 25 de septiembre de 2007                    | 5                | PC, OS X, Wii, Xbox 360                                                       |
| Sam & Max Beyond Time and Space                       | 8 de noviembre de 2007                      | 5                | iOS, PC, OS X, PS3, Wii, Xbox 360                                             |
| Wallace y Gromit Grand Adventures                     | 24 de marzo de 2009                         | 4                | iOS, PC, Xbox 360                                                             |
| Tales of Monkey Island                                | 7 de julio de 2009                          | 5                | iOS, PC, OS X, PS3, Wii                                                       |
| CSI: Deadly Intent                                    | 20 de octubre de 2009                       | 5                | PC, Wii, Xbox 360                                                             |
| Sam & Max: The Devil's Playhouse                      | 2 de abril de 2010                          | 5                | iOS, PC, OS X, PS3                                                            |
| Hector: Badge of Carnage D                            | 2 de junio de 2010                          | 3                | iOS, PC, OS X                                                                 |
| CSI: Fatal Conspiracy                                 | 26 de octubre de 2010                       | 5                | PC, PS3, Wii, Xbox 360                                                        |
| Poker Night at The Inventory                          | 22 de noviembre de 2010                     | 1                | PC, OS X                                                                      |
| Back to the Future: The Game                          | 22 de diciembre de 2010                     | 5                | iOS, PC, OS X, PS3, PS4, Wii, Xbox 360, Xbox One                              |
| Puzzle Agent 2                                        | 30 de junio de 2011                         | 1                | iOS, PC, OS X                                                                 |
| Jurassic Park: The Game                               | 15 de noviembre de 2011                     | 4                | iOS, PC, OS X, PS3, Xbox 360                                                  |
| Law & Order: Legacies                                 | 22 de diciembre de 2011                     | 7                | iOS, PC, OS X                                                                 |
| The Walking Dead                                      | 24 de abril de 2012                         | 6                | Android, iOS, PC, OS X, PS3, PS4, PSVita, Xbox 360, Xbox One                  |
| Poker Night 2                                         | 24 de abril de 2013                         | 1                | iOS, PC, OS X, PS3, Xbox 360                                                  |
| The Wolf Among Us                                     | 11 de octubre de 2013                       | 5                | Android, iOS, PC, OS X, PS3, PS4, PSVita, Xbox 360, Xbox One                  |
| The Walking Dead: Season Two                          | 17 de diciembre de 2013                     | 5                | Android, iOS, PC, OS X, PS3, PS4, Xbox 360, Xbox One                          |
| Tales from the Borderlands                            | 25 de noviembre de 2014                     | 5                | Android, iOS, PC, OS X, PS3, PS4, Xbox 360, Xbox One                          |
| Game Of Thrones                                       | 2 de diciembre de 2014                      | 6                | Android, iOS, PC, OS X, PS3, PS4, Xbox 360, Xbox One                          |
| Minecraft: Story Mode                                 | 13 de octubre de 2015                       | 8                | Android, iOS, Nintendo Switch, PC, OS X, PS3, PS4, Wii U, Xbox 360, Xbox One. |
| The Walking Dead: Michonne                            | 23 de febrero de 2016                       | 3                | Android, iOS, PC, OS X, PS3, PS4, Xbox 360, Xbox One                          |
| Batman: The Telltale Series                           | 2 de agosto de 2016                         | 5                | Android, iOS, Nintendo Switch PC, OS X, PS3, PS4, Xbox 360, Xbox One          |
| The Walking Dead: A New Frontier                      | 20 de diciembre de 2016                     | 5                | Android, iOS, PC, OS X, PS4, Xbox One                                         |
| Marvel’s Guardians of the Galaxy: The Telltale Series | 18 de abril de 2017                         | 5                | Android, iOS, Nintendo Switch, PC, PS4, Xbox One                              |
| Minecraft Story Mode: Season Two                      | 11 de julio de 2017                         | 5                | Android, iOS, PC, Xbox 360, XBOX ONE, PS4                                     |
| Batman: The Enemy Within                              | 8 de agosto de 2017                         | 5                | Nintendo Switch, Android, PS4, Xbox One, PC, iOS, macOS                       |
| The Walking Dead: The Final Season                    | 14 de agosto de 2018                        | 4                | Android, iOS, PC, OS X, PS4, Xbox ONE, Nintendo Switch                        |
| The Wolf Among Us 2                                   | Cancelado, reiniciado por LCG Entertainment |                  |                                                                               |
| Game of Thrones: Season Two                           | Aún no confirmado su regreso.               |                  |                                                                               |
| Juego sin título de Stranger Things                   | Cancelado                                   |                  |                                                                               |